# Monochroa inflexella
Monochroa inflexella is een vlinder uit de familie tastermotten (Gelechiidae). De wetenschappelijke naam is voor het eerst geldig gepubliceerd in 1992 door Svensson.
De soort komt voor in Europa.